# Hitais

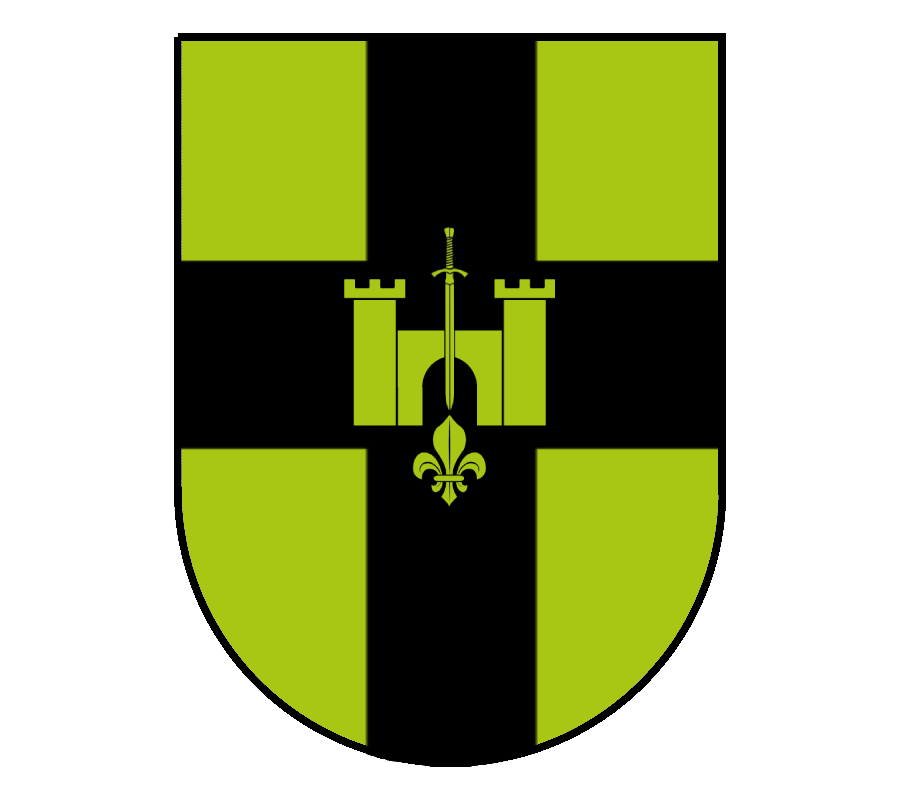
Stemma della famiglia Hitais - Hitaj - Hitai. Modificato a metà del XVIII° secolo dopo aver rimosso i leoni dallo scudo i quali rappresentavano un chiaro segno della vicinanza della famiglia con la Repubblica di Venezia. Lo stemma ad oggi è rappresentato da uno scudo crociato a difesa della Repubblica con al centro un castello merlato alla guelfa trafitto da una spada rovesciata con ai piedi il fiore del giglio. La spada rovesciata simboleggiare la nobiltà militare della famiglia, centralmente un castello d'oro aperto e merlato alla guelfa simbolo del territorio oltre ad essere un chiaro richiamo alla lettera acca (H), iniziale della famiglia. Il giglio ai suoi piedi invece simboleggia una fiamma, che serve ad indicare l'importanza e il blasone famigliare. Il motto della famiglia in dicitura latina "Coram Igni Et Gladio", che letteralmente significa "Di fronte il Fuoco e la Spada"

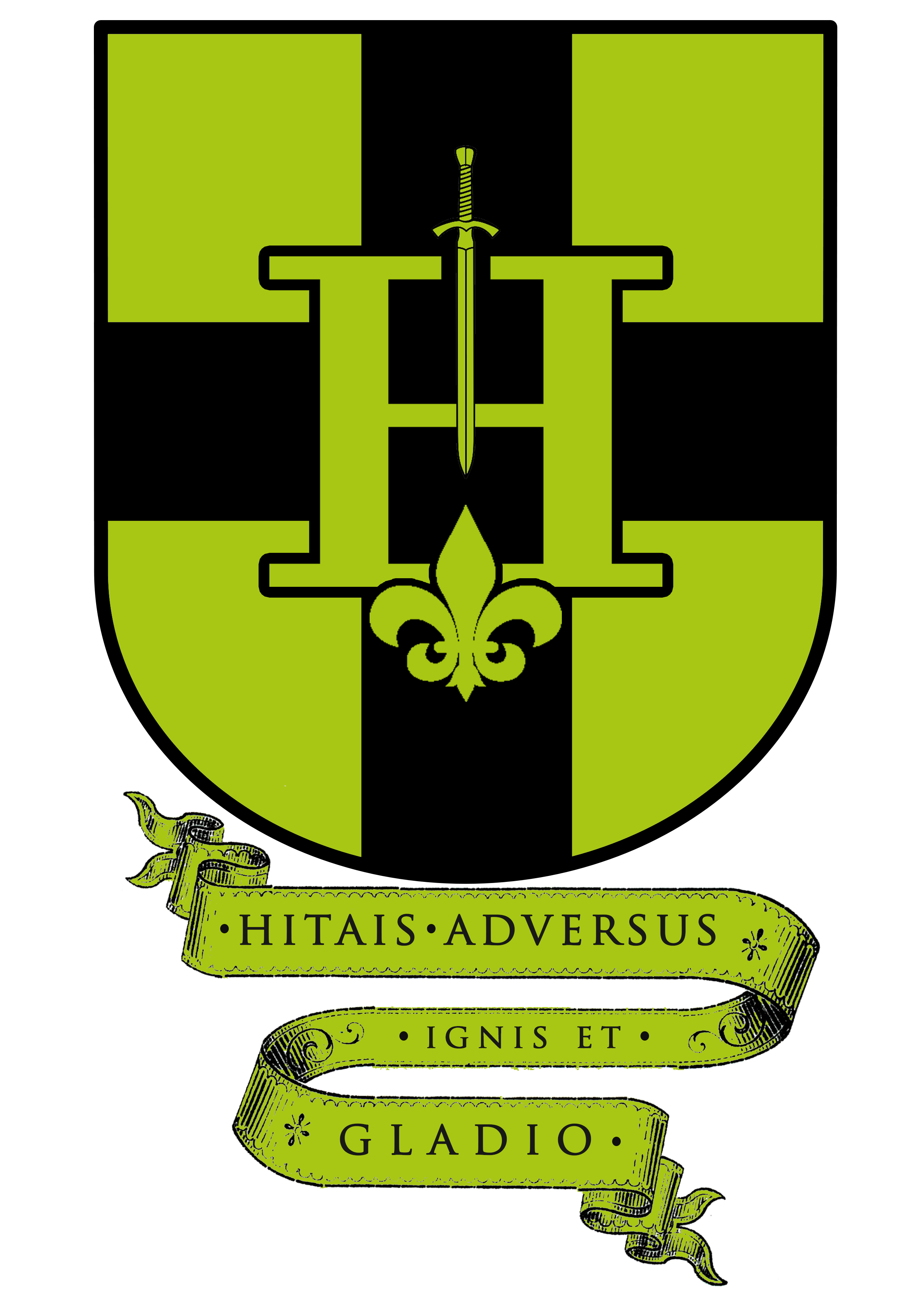
Emblema alternativo della Famiglia Hitais utilizzato in maniera informale nella seconda metà del 1800.

La famiglia Lesko o Lesko - Hitais, antenati degli attuali discendenti della famiglia Hitai o Hitaj di Saseno e dell'Epiro del Nord, ha le sue radici nella regione dell'Albania meridionale, precisamente nella Caonia dell'Epiro nord-occidentale, durante il periodo pre-ottomano. I membri di questa famiglia hanno rivestito importanti ruoli come funzionari, cavalieri e nobili durante il dominio delle Isole Ionie da parte della Repubblica di Venezia, oltre ad essere stati vassalli dei principi albanesi per tutto il periodo moderno successivo al medioevo.

## Storia

### Origini
I primi riscontri storici della famiglia Lesko, in seguito "Hitais" (pronunciato secondo il veneto/latino), emergono dai documenti della famiglia patrizia della Serenissima Repubblica di Venezia, gli Ottoboni, nei quali si trovano tracce dei cittadini della Repubblica. Marco Ottoboni, all'epoca Cancelliere della Repubblica, annota ripetutamente il nome del suo vassallo epirota inviato sull'isola di Corfù (territorio veneziano dal 1202 al 1797).
Il nome menzionato nei documenti della cancelleria veneziana è Grigor Lesko, un cavaliere epirota proveniente dalla costa sud-occidentale dell'Albania al servizio del cancelliere della Repubblica, Marco Ottoboni. Grigor svolgeva mansioni di funzionario della Serenissima lungo la costa meridionale dell'Epiro. Successivamente, su ordine del cancelliere, si trasferì con parte della sua famiglia sull'isola greca di Corfù, come documentato dalle registrazioni relative alla riscossione delle tasse datate 1625.
La famiglia Lesko mantenne il proprio impegno nei confronti della Repubblica di Venezia fino alla morte di Marco Ottoboni, avvenimento che li spinse a ritornare nell'Epiro settentrionale, nell'attuale Albania meridionale, un territorio allora sotto il dominio dell'Impero Ottomano. 
Colpiti da difficoltà finanziarie e privati del supporto di altre famiglie influenti, il figlio di Grigor Lesko, Athanas, prese la decisione di convertirsi all'Islam per ottenere agevolazioni sociali e benefici fiscali da parte del governo turco-ottomano. In seguito a questa conversione, cambiò il proprio cognome in "Hita", una parola saracena che significa "provvidenza" in arabo (حيطة), assumendo così il significato di "uomo della provvidenza".
Pur convertendosi alla fede musulmana la famiglia Hita riallacciò i rapporti con i suoi benefattori veneti dopo l'incoronazione al soglio pontificio di Pietro Vito Ottoboni, (Papa Alessandro VIII).

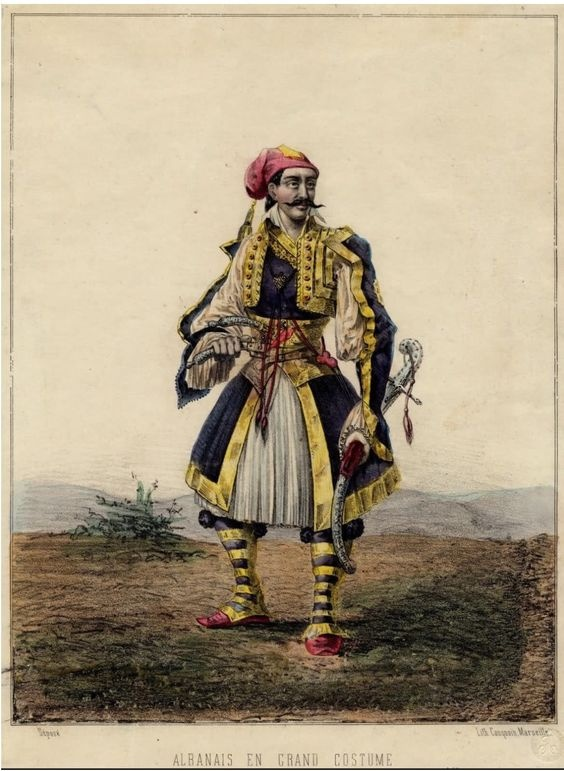
Hajri Athanas Hitais II, cavaliere d'Epiro [Ritratto illustrativo del 1794

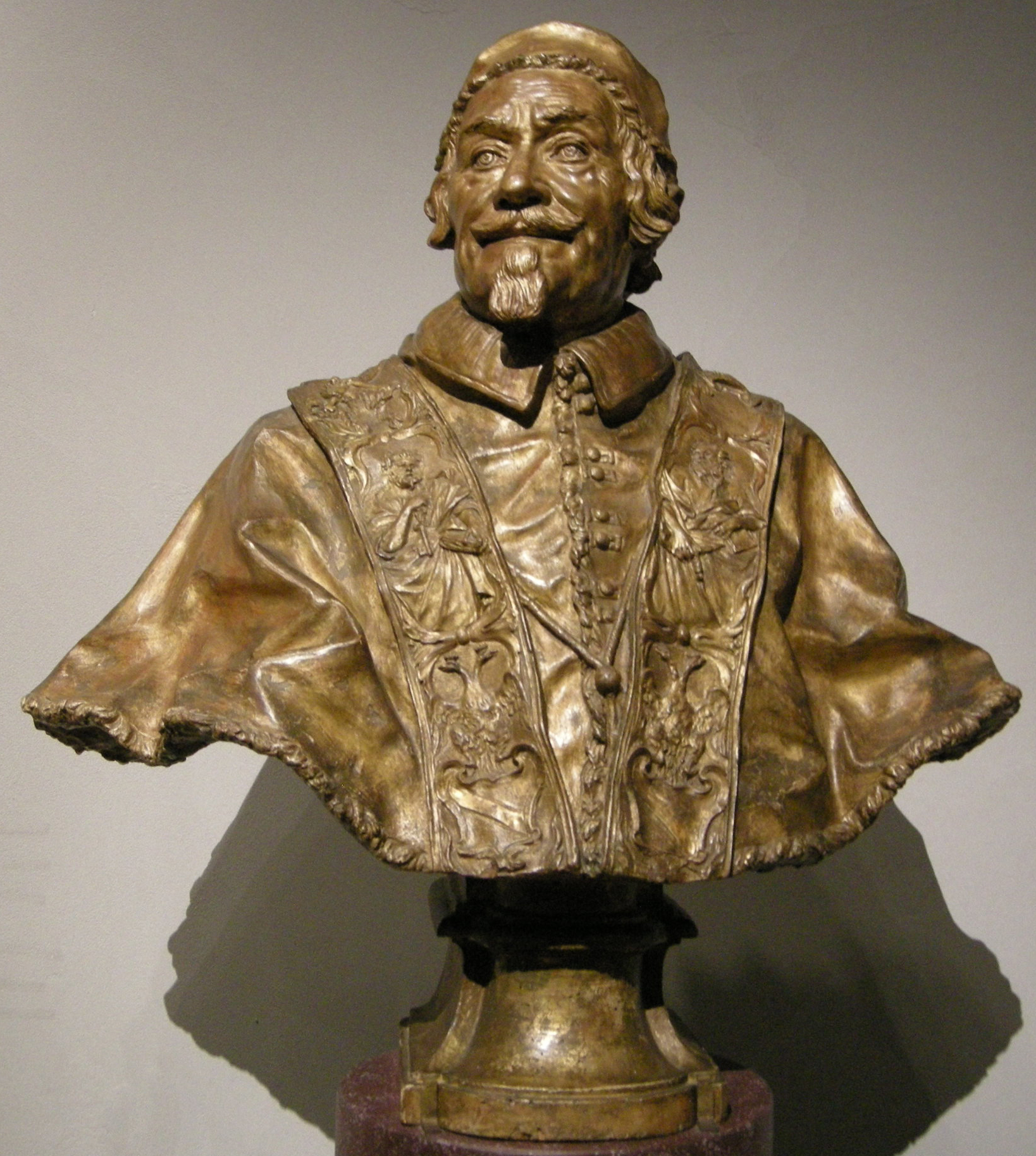
Busto realizzato da Domenico Guidi raffigurante Pietro Vito Ottoboni, poi papa Alessandro VIII (1689 -1691)

L'anno successivo alla sua incoronazione nel 1689, papa Alessandro VIII, con un decreto papale del 1690, nominò il giovane Murat Hita, nipote di Grigor Lesko, primo signore dell'Isola di Saseno con il titolo di barone, ribattezzato dai veneti con il nome del padre, Athanas Hitais. Successivamente, con un ulteriore decreto papale, divenne il primo nobile della casata con il titolo di barone di Saseno per la Santa Romana Chiesa, assumendo il ruolo di protettore dell'Epiro del Nord per conto della Repubblica di Venezia. 
Nell'Europa occidentale dell'epoca, i titoli nobiliari non erano riconosciuti nell'area balcanica, dove era in vigore il sistema Timar. Di conseguenza, gran parte della nobiltà albanese e greca fu assorbita dalla classe militare ottomana adottando di conseguenza i titoli come agha, bey o pascià.
Tali titoli nobiliari erano riconosciuti solo formalmente dalla Repubblica di Venezia e dalla Santa Sede, poiché i territori per cui venivano assegnati erano concretamente possedimenti dell'Impero Ottomano.
Dopo la morte di papa Alessandro VIII, la famiglia Hita o Hitais continuò a servire per un breve periodo sia la Santa Sede sia la Serenissima Repubblica di Venezia, salvo poi tornare a ricoprire gli interessi esclusivi per conto degli Ottoboni.
All'inizio della seconda metà del 1700 gli Hita si divisero in diversi rami cadetti trasferendosi in tutto l'Epiro, tra il sud dell’Albania e il nord della Grecia. Altri ceppi famigliari si rifugiarono dai Borbone delle Due Sicilie, reali del Regno di Napoli nel sud Italia. Malgrado qualche fonte sporadica, nella maggioranza di essi non si ebbe notizia per quasi tutto XIX secolo. 
Per gran parte dell'Ottocento il territorio dell'Epiro era martoriato da guerre intestine per il controllo della regione, allora sotto influenza dell'impero ottomano, a guida del generale turco Ali Pasha, per quasi l'intero secolo si hanno pochi se non insignificanti accenni alla famiglia Hita, come quello del trasferimento del più grande ceppo famigliare nel villaggio di Kuç, nell'attuale Prefettura di Valona.

### Nel XIX & XX Secolo
Con la riforma dei nomi della fine degli anni 20 del 900, che intendeva albanizzare ed uniformare i cognomi con un'accezione straniera, il cognome Hita venne modificato in Hitaj.
Nel sistema timer ottomano, il titolo equivalente a barone o "Bej" è stato mantenuto dalla famiglia Hitaj di Kuç, che seguendo la consuetudine dell'epoca, il capostipite veniva chiamato col nome del luogo di provenienza, appunto "da Kuç" anche durante la neonata monarchia albanese del Re Zog. Il riconoscimento del titolo puramente simbolico veniva fortemente utilizzato dal capostipite delle famiglie importanti, questo avvenne anche per la famiglia Hitaj, che anche in epoca fascista quando la corona albanese fu "donata" a Re Vittorio Emanuele III se ne faceva vanto. Il legame della famiglia Hitaj con il partito fascista si consolidò notevolmente quando Shefqet Vërlaci, amico e parente della famiglia Hitaj, fu nominato Senatore del Regno d'Italia per volere dell'allora ministro degli esteri, e genero di Mussolini, il conte Galeazzo Ciano.
Diversi componenti della famiglia Hitaj ricoprirono numerosi ruoli pubblici nella prefettura di Valona durante il periodo dell'egemonia fascista nel paese balcanico. 
Al termine della seconda guerra mondiale  in Albania sì instaurò un regime comunista sotto la dittatura di Enver Hoxha. Il regime come accede in altre nazioni comuniste eliminò i titoli nobiliari delle famiglie di alto rango greche, epiriote ed albanesi, eliminandone per lo più le tracce documentabili o la maggior parte dei riferimenti storici.
Il più grande ramo cadetto dell'originaria famiglia Hitais dopo la famiglia Hitaj ed Hitai con tali rimembranze è quello dei Leskaj, che ne ricordava le origini pre-ottomane. 